# Arturo Álvarez-Buylla
Arturo Álvarez-Buylla é umm neurocientista mexicano. É especialista no estudo da neurogênese.

## Prêmios
- Prémio Príncipe das Astúrias - sobre a regeneração de neurônios nos cérebros adultos.[1]